# Javier de Hoz
Javier de Hoz (ur. 29 lipca 1940 w Madrycie, zm. 12 stycznia 2019 w Las Rozas) – hiszpański językoznawca. Zajmował się filologią klasyczną, zwłaszcza teatrem greckim oraz literaturą i epigrafiką grecką; językami paleoiberyjskimi, językoznawstwem historycznym oraz historią pisma.
Studiował filologię klasyczną na Uniwersytecie Complutense, gdzie w 1966 r. uzyskał doktorat.

## Książki
- Javier De Hoz Bravo, 2010, Historia lingüística de la Península Ibérica en la antigüedad: I. Preliminares y mundo meridional prerromano. Col. „Manuales y anejos de Emerita” 50 Madrid: CSIC. ISBN 978-84-00-09260-3.